# Prémio Literário Fernando Leite Couto
O Prémio Literário Fernando Leite Couto é um prémio literário instituído pela Fundação Fernando Leite Couto, com vista promoção e premiação de jovens escritores moçambicanos. O nome do prémio é uma homenagem ao poeta e jornalista português Fernando Leite Couto.